# Christian Eminger
Christian Eminger (ur. 21 października 1964 w Baden) – austriacki łyżwiarz szybki.

## Kariera
Największy sukces w karierze Christian Eminger osiągnął w sezonie 1985/1986, kiedy zajął trzecie miejsce w klasyfikacji końcowej Pucharu Świata na 5000 m. Wyprzedzili go jedynie Dave Silk z USA oraz Szwed Tomas Gustafson. Siedmiokrotnie stawał na podium zawodów PŚ, odnosząc jedno zwycięstwo: 9 lutego 1986 roku w Innsbrucku był najlepszy na dystansie 5000 m. Zajął ponadto czwarte miejsce w klasyfikacji 5000/10 000 m w sezonie 1986/1987. Nigdy nie zdobył medalu na mistrzostwach świata; jego najlepszym wynikiem było siódme miejsce wywalczone na wielobojowych mistrzostwach świata w Oslo w 1989 roku. W tym samym roku zajął też czwarte miejsce na mistrzostwach Europy w Göteborgu, przegrywając walkę o medal z Norwegiem Geirem Karlstadem. W 1984 roku wziął udział w igrzyskach olimpijskich w Sarajewie, gdzie jego najlepszym wynikiem było 28. miejsce w biegu na 1500 m. Podczas rozgrywanych cztery lata później igrzysk olimpijskich w Calgary zajął między innymi dziewiętnaste miejsce na 10 000 m, a na dwukrotnie krótszym dystansie uplasował się jedną pozycję niżej. Wystartował również na igrzyskach w Lillehammer w 1994 roku, zajmując dziesiąte miejsce w biegach na 5000 i 10 000 m. W 1998 roku zakończył karierę.